# Alessandria Unione Sportiva 1924-1925
Questa pagina raccoglie le informazioni riguardanti l'Alessandria Unione Sportiva nelle competizioni ufficiali della stagione 1924-1925.

## Stagione
Nella stagione 1924-1925 l'Alessandria disputa il girone B del campionato di Prima Divisione Lega Nord, raccoglie 25 punti con il quinto posto finale. Allenata dal tecnico danubiano László Gonda, resta in corsa per il primato nella prima parte del torneo, poi perde alcune posizioni. Il torneo è stato vinto dal Bologna con 34 punti, che poi supera il Genoa vincitore del girone A, e ad agosto vince il suo primo scudetto, superando in finale l'Alma Roma. Il miglior realizzatore di stagione alessandrino è stato Adolfo Baloncieri che ha firmato 12 reti, in doppia cifra anche Renato Cattaneo autore di 10 centri.

## Divise
| 1ª divisa |

## Organigramma societario
Area direttiva
- Presidente: Luciano Oliva
- Vicepresidenti: Pietro Poggio, Augusto Rangone e Giovanni Ronza
- Consiglieri: Lorenzo Ballestrero, Bobbio, F. Boffi, Enrico Doglioli, Pietro Guerci e S. Pedemonte

Area tecnica
- Allenatore: László Gonda

Area sanitaria
- Massaggiatore: Domenico Assandro

## Rosa
| N. |                   | Ruolo | Calciatore       |
| -- | ----------------- | ----- | ---------------- |
|    | Italia (bandiera) | P     | Giuseppe Cagnina |
|    | Italia (bandiera) | D     | Felice Costa     |
|    | Italia (bandiera) | D     | Armando Lauro    |
|    | Italia (bandiera) | D     | Andrea Viviano   |
|    | Italia (bandiera) | C     | Primo Bay (I)    |
|    | Italia (bandiera) | C     | Giuseppe Gandini |
|    | Italia (bandiera) | C     | Vittorio Ramello |
|    | Italia (bandiera) | A     | Edoardo Avalle   |

| N. |                   | Ruolo | Calciatore           |
| -- | ----------------- | ----- | -------------------- |
|    | Italia (bandiera) | A     | Adolfo Baloncieri    |
|    | Italia (bandiera) | A     | Giuseppe Capra (II)  |
|    | Italia (bandiera) | A     | Renato Cattaneo      |
|    | Italia (bandiera) | A     | Giovanni Ferrari     |
|    | Italia (bandiera) | A     | Corrado Gariglio (I) |
|    | Italia (bandiera) | A     | Roberto Oneto        |
|    | Italia (bandiera) | A     | Oreste Tosini        |

## Risultati

### Prima Divisione

#### Lega Nord - Girone B

##### Girone di andata
| Arbitro: | Norinelli (Verona) |

|             |           |            |
| Agostinelli | Marcatori | Baloncieri |

| Arbitro: | Dani (Genova) |

|                       |           |              |
| Baloncieri 80’ (rig.) | Marcatori | 20’ Vecchina |

| 19 ottobre 1924 3ª giornata |  | – Turno di riposo Alessandria |  |  |

| Arbitro: | Sanguineti (Genova) |

|                    |           |  |
| Mattuteia 31’, 32’ | Marcatori |  |

| Arbitro: | Sessa (Milano) |

|             |           |  |
| Gandini 89’ | Marcatori |  |

| Novara 9 novembre 1924 6ª giornata | Novara        | 0 – 0 referto | Alessandria | Campo di via Lombroso\| Arbitro: \| Dani (Genova) \| |
| Arbitro:                           | Dani (Genova) |               |             |                                                      |

| Arbitro: | Pierallini (Modena) |

|               |           |                 |
| Silvestri 18’ | Marcatori | 44’ R. Cattaneo |

| Alessandria 7 dicembre 1924 8ª giornata | Alessandria       | 0 – 0 referto | Derthona | Campo degli Orti\| Arbitro: \| Livraghi (Milano) \| |
| Arbitro:                                | Livraghi (Milano) |               |          |                                                     |

| Arbitro: | Bortoletti (Venezia) |

|                                     |           |                       |
| Genovesi 62’ Perin 65’ Muzzioli 81’ | Marcatori | 67’ (rig.) Baloncieri |

| Arbitro: | Ricci (Modena) |

|                                             |           |                  |
| G. Capra 14’ R. Cattaneo 21’ Baloncieri 46’ | Marcatori | 43’ R. Ostromann |

| Arbitro: | Ferluga (Trieste) |

|              |           |                 |
| I. Preti 59’ | Marcatori | 43’ R. Cattaneo |

| Genova 4 gennaio 1925 12ª giornata | Andrea Doria     | 0 – 0 referto | Alessandria | Campo sportivo della Cajenna\| Arbitro: \| Barnabò (Milano) \| |
| Arbitro:                           | Barnabò (Milano) |               |             |                                                                |

| Arbitro: | Franciosini (Modena) |

|                             |           |                         |
| G. Capra 14’ Baloncieri 85’ | Marcatori | 5’ Munerati 34’ Rosetta |

#### Girone di ritorno
| Arbitro: | Sanguineti (Genova) |

|                                                                      |           |                 |
| Baloncieri 28’, 37’ Gariglio 30’ R. Cattaneo 59’, 75’ G. Ferrari 72’ | Marcatori | 14’ Agostinelli |

| Arbitro: | Gera (Torino) |

|                                                |           |  |
| Vecchina 1’ A. Busini 35’, 75’ Zanninovich 61’ | Marcatori |  |

| 15 febbraio 1925 16ª giornata |  | – Turno di riposo Alessandria |  |  |

| Arbitro: | Dani (Genova) |

|                 |           |  |
| R. Cattaneo 20’ | Marcatori |  |

| Arbitro: | Majani (Torino) |

|                    |           |  |
| Toselli 75’ (rig.) | Marcatori |  |

| Arbitro: | Trezzi (Milano) |

|                |           |  |
| Baloncieri 10’ | Marcatori |  |

| Arbitro: | Sanguineti (Genova) |

|                    |           |                                       |
| Baloncieri 9’, 15’ | Marcatori | 4’ Magnozzi 16’ Silvestri 58’ Paolini |

| Arbitro: | Guarnieri (Milano) |

|            |           |                 |
| Crotti 48’ | Marcatori | 73’ R. Cattaneo |

| Arbitro: | Livraghi (Milano) |

|                |           |  |
| Baloncieri 44’ | Marcatori |  |

| Arbitro: | Bonello (Venezia) |

|                             |           |  |
| Cidri 12’, 56’ Ballarin 20’ | Marcatori |  |

| Arbitro: | Merani (La Spezia) |

|                            |           |                 |
| Tosini 44’ R. Cattaneo 89’ | Marcatori | 30’ E. Banchero |

| Arbitro: | Sessa (Milano) |

|                                |           |                |
| R. Cattaneo 18’ Baloncieri 84’ | Marcatori | 15’ M. Viviani |

| Arbitro: | Livraghi (Milano) |

|                        |           |  |
| Munerati 10’, 17’, 86’ | Marcatori |  |

## Statistiche

### Statistiche di squadra
| Competizione    | Punti | In casa | In casa | In casa | In casa | In casa | In casa | In trasferta | In trasferta | In trasferta | In trasferta | In trasferta | In trasferta | Totale | Totale | Totale | Totale | Totale | Totale | DR |
| Competizione    | Punti | G       | V       | N       | P       | Gf      | Gs      | G            | V            | N            | P            | Gf           | Gs           | G      | V      | N      | P      | Gf     | Gs     | DR |
| --------------- | ----- | ------- | ------- | ------- | ------- | ------- | ------- | ------------ | ------------ | ------------ | ------------ | ------------ | ------------ | ------ | ------ | ------ | ------ | ------ | ------ | -- |
| Prima Divisione | 25    | 12      | 8       | 3       | 1       | 22      | 10      | 12           | 0            | 6            | 6            | 5            | 20           | 24     | 8      | 9      | 7      | 27     | 30     | -3 |

### Statistiche dei giocatori
| Giocatore       | Prima Divisione | Prima Divisione |
| Giocatore       | Presenze        | Reti            |
| --------------- | --------------- | --------------- |
| E. Avalle       | 14              | 0               |
| A. Baloncieri   | 20              | 12              |
| P. Bay (I)      | 21              | 0               |
| G. Cagnina      | 24              | -30             |
| G. Capra (II)   | 24              | 2               |
| Cattaneo        | 20              | 9               |
| F. Costa        | 18              | 0               |
| G. Ferrari      | 12              | 1               |
| G. Gandini      | 22              | 1               |
| C. Gariglio (I) | 24              | 1               |
| A. Lauro        | 24              | 0               |
| Oneto           | 1               | 0               |
| V. Ramello      | 12              | 0               |
| O. Tosini       | 7               | 1               |
| A. Viviano      | 21              | 0               |